# AMOR-toernooi
Het AMOR-toernooi is een jaarlijks terugkerend badmintontoernooi dat georganiseerd wordt door GSBC AMOR van de Rijksuniversiteit Groningen. In 1967 begon het als een 'gewoon' kleinschalig badmintontoernooi met een B- en C-klasse. Langzamerhand groeide het toernooi uit: het werd internationaal, het werd een A-B-C-toernooi, het werd een Upgraded-toernooi, het werd opgenomen in het Europese Badminton-circuit en was een olympisch kwalificatietoernooi in de jaren negentig. Door de sterke groei van het AMOR-toernooi, financieel als in organisatorisch opzicht, werd in 1988 besloten om de organisatie in handen van de Stichting AMOR-toernooi te leggen.

## Olympische kwalificatietoernooi
Voor het eerst tijdens de Olympische Spelen van 1992 in Barcelona was badminton een officiële olympische sport. Het AMOR-toernooi werd door de Badminton World Federation (BWF) aangewezen als olympisch kwalificatietoernooi voor de Spelen van Barcelona en Atlanta. Op dit soort toernooien konden spelers punten verdienen voor de wereldranglijst. Aan de hand daarvan konden de spelers zich kwalificeren voor de Olympische Spelen.

## Europees Badminton-circuit
Sinds 1990 was het AMOR-toernooi opgenomen in het Europese Badminton-circuit. Dit EBU-circuit bestond destijds uit een reeks van twaalf topbadmintontoernooien in diverse Europese landen. De deelnemers in het enkelspel konden punten verdienen voor een ranglijst. De beste zeven dames en heren kwalificeerde zich vervolgens voor het slottoernooi, de Masters Final.

## Landen
Het AMOR-toernooi heeft naast de nationale Nederlandse selectie deelnemers gekend uit vele Europese landen: België, Bulgarije, Denemarken, Duitsland, Engeland, Finland, Frankrijk, Hongarije, Ierland, IJsland, Noorwegen, Oostenrijk, Polen, Rusland, Schotland, Tsjechoslowakije, Wales, Zweden en Zwitserland. Zelfs spelers uit Indonesië (nationale jeugdselectie), India, Australië en Nieuw-Zeeland.

## Interlands
Ook heeft de Stichting AMOR-toernooi in samenwerking met de Nederlandse Badminton Bond (NBB) een aantal interlands georganiseerd:
- In 1988 tegen Thailand.
- In 1989 tegen Denemarken.
- In 1990 tegen Engeland.
- In 1991 tegen Indonesië.
- In 1993 tegen Maleisië.

In 1994 werd besloten om het format om te zetten in een dames-Top-Zes-toernooi volgens een rally-pointsysteem. Twee jaar later werd het herhaald als een heren-Top-Vier-toernooi. Het vond plaats in het winkelcentrum Paddepoel te Groningen.

## Huidige Amor-Toernooi
Sinds 1988 wordt het AMOR-toernooi georganiseerd door het SAT (Stichting AMOR Toernooi). Het AMOR-Toernooi vindt elk jaar rond eind februari plaats en is een van de vijf toernooien die deelnemen aan het Master Circuit. Het huidige SAT bestaat uit:
| Functie                  | Naam            |
| ------------------------ | --------------- |
| Voorzitter               | Lucas Tuijp     |
| Secretaris               | Maarten Kant    |
| Penningmeester           | Dyon Arifin     |
| Materiaal en Medewerkers | Sterre Vrieling |
| Sponsoring               | Thijmen de Roo  |
| Promotie                 | Sanna de Coo    |

## Winnaars Amor-Toernooi
| Jaar | Mannenenkel              | Vrouwenenkel         |
| ---- | ------------------------ | -------------------- |
| 1969 | V. leunissen             | P. Jansen            |
| 1970 | R. van Eck               | H van de Raadt       |
| 1970 | H. Zenker                | H van de Raadt       |
| 1971 | Henk Leidelmeijer        | Hanke de Kort        |
| 1972 | Horst Lösche             | Hanke de Kort        |
| 1973 | K. Gorholt               | Henny Wesdorp        |
| 1974 | Dirk Fratzer             | Antonie Schwabe      |
| 1975 | P. Swerts                | Inge Rozemeijer      |
| 1976 | Clemens Wortel           | G Blommaert          |
| 1977 | Guus van der Vlugt       | Inge Rozemeijer      |
| 1978 | Michael Schnaase         | B. Igel              |
| 1979 | Clemens Wortel           | Hanke de Kort        |
| 1980 | Richard Pal              | Iuge Nijhof          |
| 1981 | H. Klaver                | Kirsten Schmieders   |
| 1982 | Guus van der Vlugt       | Grace Kakiay         |
| 1983 | U. Person                | Maria Benytson       |
| 1984 | Peter Skole              | Monique Hoogland     |
| 1985 | Peter Skole              | Eline Coene          |
| 1986 | Alex Meyer               | Suzanne Ejlersen     |
| 1987 | Claus Overbeck           | Eline Coene          |
| 1988 | Claus Overbeck           | Astrid van der Knaap |
| 1989 | Claus Overbeck           | Sue Louis            |
| 1990 | Pierre Pelupessy         | J. Muggeridge        |
| 1991 | Pontus jäntti            | A van der Knaap      |
| 1992 | Pontus jäntti            | Elena Rybkina        |
| 1993 | Marleve Mainaky          | Camilla Martin       |
| 1994 | Jeroen van Dijk          | Irina Serova         |
| 1995 | Peter Rasmussen          | Monique Hoogland     |
| 1996 | Jeroen van Dijk          | Alison Humby         |
| 1997 | Chris Bruil              | Monique Hoogland     |
| 1998 | Niels Chr. Kaldau        | Judith Meulendijks   |
| 2002 | Dennis Steenland         | Gonnie Meinders      |
| 2003 | Eric Pang                | Lonneke Jansen       |
| 2004 | Dennis Lens              | Dana Kuil            |
| 2005 | Rune Massing             | Ilse Vooren          |
| 2006 | Rune Massing             | Joyce Crouse         |
| 2007 | Tim Vaessen              | Dana Kuil            |
| 2008 | Rune Massing             | Lisa Malaihollo      |
| 2009 | Tim Vaessen              | Gini Severien        |
| 2010 | Leon Nottelman           | Lisa Malaihollo      |
| 2011 | Leon Nottelman           | Lisa Malaihollo      |
| 2012 | Vincent de Vries         | Lisa Malaihollo      |
| 2013 | Dennis van Daalen de Jel | Gayle Mahulette      |
| 2014 | Justin Teeuwen           | Akvilė Stapušaitytė  |
| 2015 | Justin Teeuwen           | Akvilė Stapušaitytė  |
| 2016 | Nick Fransman            | Alida Chen           |
| 2017 | Alex Vlaar               | Ieva Pope            |
| 2018 | Aram Mahmoud             | Manon Sibbald        |
| 2019 | Aram Mahmoud             | Ieva Pope            |
| 2020 | Aram Mahmoud             | Jaymie Laurens       |
| 2023 | Lars Kros                | Diede Odijk          |
| 2024 | Dennis Koppen            | Alida Chen           |
| 2025 | Dennis Koppen            | Novi Wieland         |

| Meervoudige winnaars Mannen |        |
| Naam                        | aantal |
| Aram Mahmoud                | 3      |
| Rune Massing                | 3      |
| Claus Overbeck              | 3      |
| Justin Teeuwen              | 2      |
| Leon Nottelman              | 2      |
| Tim Vaessen                 | 2      |
| Jeroen van Dijk             | 2      |
| Pontus Jäntti               | 2      |
| Peter Skole                 | 2      |
| Guus van der Vlugt          | 2      |
| Clemens Wortel              | 2      |
| Dennis Koppen               | 2      |

| Meervoudige winnaars Vrouwen |        |
| Naam                         | Aantal |
| Lisa Malaihollo              | 4      |
| Monique Hoogland             | 3      |
| Hanke de Kort                | 3      |
| Alida Chen                   | 2      |
| Ieva Pope                    | 2      |
| Akvilė Stapušaitytė          | 2      |
| Dana Kuil                    | 2      |
| Astrid van de Knaap          | 2      |
| Eline Coene                  | 2      |
| Inge Rozemeijer              | 2      |
| H. van de Raadt              | 2      |